# Markus Lüthi
Markus Lüthi (* 14. Februar 1980) ist ein Schweizer Leichtathlet und Bobfahrer.
Lüthi startete für den TV Wohlen. Er ist mehrmaliger Schweizer Meister in den Sprintdisziplinen und verpasste an den Leichtathletik-Europameisterschaften 2006 knapp die Qualifikation für den Halbfinal im 100-Meter-Lauf.
Seit 2006 tritt Lüthi als Anschieber im Bobsport an und belegte mit dem Piloten Daniel Schmid schon Top-Ten-Platzierungen im Bob-Weltcup.

## Erfolge
- 2003: Schweizer Meister 200-Meter-Lauf
- 2005: Schweizer Hallenmeister 60-Meter-Lauf; 16. Rang Hallenleichtathletik-Europameisterschaften
- 2006: Schweizer Meister 100-Meter-Lauf; Schweizer Hallenmeister 60-Meter-Lauf; 17. Rang Leichtathletik-Europameisterschaften 100-Meter-Lauf

## Persönliche Bestleistungen
- 100-Meter-Lauf: 10,36 s, 23. August 2003 in Freiburg im Üechtland
- 200-Meter-Lauf: 20,84 s